# Spotlight Stock Market
Spotlight Stock Market, till och med maj 2018 Aktietorget, är en marknadsplats för handel med aktier och andra finansiella instrument, vilken upprätthålls av Spotlight Group AB. Legalt sett är marknadsplatsen en så kallad "multilateral handelsplattform".

## Historik
Grundaren av tankesmedjan Den Nya Välfärden, Patrik Engellau, kom 1995 med ett förslag om att skapa en alternativ handelsplats utanför Stockholmsbörsen. Målet var att göra det möjligt för företag som inte uppfyllde kraven för att noteras på börsen att få tillskott av kapital under en tillväxtfas. Ofta gällde det företag i tillväxtfas och med en kort historik. 1997-1998, när börsmonopolet upphävdes, grundades Spotlight Stock Market, då under namnet Aktietorget AB, som en av de första alternativa handelsplatserna i Sverige. 21 november 1997 noterades det första bolaget, Conpharm AB (sedermera namnändrat till Slottsviken Fastighetsaktiebolag (publ)). Under den lagstiftning för värdepappersmarknader som gällde i Sverige före 1 november 2007 var det en så kallad auktoriserad marknadsplats, vilket var en av tre kategorier vid sidan av börs och oreglerad marknadsplats.
År 2005 köpte riskkapitalbolaget ITP in sig i bolaget. Efter detta ägde Patrik Engellau 51 procent av aktierna. ITP har sedermera sålt sitt innehav till befattningshavare i bolaget.
Den 29 mars 2007 meddelade Finansinspektionen Spotlight Stock Market beslut att inte längre vara en auktoriserad marknadsplats, utan ett värdepappersbolag (en Multilateral Trading Facility, MTF), med en lägre grad av myndighetsinsyn och reglering. Skälet var att MiFID-direktivet skulle komma att införas den 1 november 2007. De aktier och andra värdepapper som handlas via Spotlight Stock Market ansågs som "onoterade" i formell mening, även om Spotlight Stock Market hade ett antal värdepapper listade på sin marknadsplats. Införandet av MiFID-direktivet 1 november 2007 ändrade de befintliga kategorierna till två, reglerade marknadsplatser och MTF, och sedan detta datum har Spotlight Stock Market ingått i den senare kategorin. Detta var den av de nya kategorierna som företaget själv siktade på från 2006. Spotlight Stock Market har dock i avtal med de listade bolagen höjt investerarskyddet utöver vad lagen kräver.
Nyhetsbyrån Finwire bevakar kontinuerligt bolag noterade på Spotlight Stock Market. Även Svenska Dagbladet bevakar bolag på Spotlight Stock Market.
I maj 2018 bytte Aktietorget namn till Spotlight Stock Market. 28 september 2020 registrerades Spotlight som en tillväxtmarknad för små och medelstora företag.

## Verksamhet
Spotlight Stock Markets aktiehandel sker sedan 2024 i handelssystemet INET som används av Stockholmsbörsen, (OMX Stockholm). Tidigare handelssystem hos Spotlight Stock Market (2017 - 2024) var Elasticia, som utvecklats av, och sedan 2010 varit i kontinuerlig drift hos Nordic Growth Market.. Tidigare handelssystem hos Spotlight Stock Market (2010 - 2017) var INET, som används av Stockholmsbörsen, (OMX Stockholm).
Krav för att notera ett företag på Spotlight Stock Market är bland annat en ägarspridning som innebär det finns mer än 100 olika aktieägare och de måste vardera ha aktier värda minst 2000 SEK samt att minst tio procent av kapitalet är i allmän ägo.
I april 2024 fanns 156 företag, med 182 värdepapper, listade på Spotlight Stock Market (då Aktietorget).

## Företagsstruktur
Själva marknadsplatsen är en verksamhetsgren inom, och utgör ett särskilt företagsnamn till, Spotlight Group AB. Inom Spotlight Group AB bedrivs även annan typ av värdepappersrörelse under verksamhetsgrenen och utgör ett särskilt företagsnamn Sedermera Fondkommission. Det ägs av Spotlight Group AB, vars största ägare är Staffan Persson genom bolag, med cirka 35 procent av aktierna. I maj 2016 köpte medlemmar av familjen Salén in sig i bolaget. Styrelseordförande är Thorbjörn Wennerholm och verkställande direktör är Peter Gönczi. Sedan maj 2016 har nya ägare med familjen Salén köpt in sig i bolaget. 15 september 2020 noterades Spotlight Group på sin egen lista Spotlight Stock Market  under kortnamnet SPGR.